# Бёме, Курт
Курт Бёме (нем. Kurt Gerhard Böhme; 5 мая 1908, Дрезден — 20 декабря 1989, Мюнхен) — немецкий оперный певец (бас).

## Биография
Учился в Дрезденской консерватории. В 1930—1950 годах — солист Дрезденской государственной оперы. С 1949 г. — солист Мюнхенской оперы, а с 1955 г. — Венской государственной оперы.
В 1936 году дебютировал в Ковент-Гардене (Командор в «Дон Жуане»). В 1952—1967 годы выступал на Байрёйтском фестивале. С 1954 года, дебютировав в партии Погнера, пел в Метрополитен Опера; в 1956—1970 — в Ковент-Гардене. 3 марта 1966 года исполнял партию барона Окса в спектакле на открытии новой сцены Дортмундской оперы.
Умер от сердечной недостаточности. Похоронен на кладбище в Хайдхаузене (Мюнхен).

## Творчество
Участвовал в мировых премьерах опер «Молчаливая женщина» Р. Штрауса (1937), «Ромео и Джульетта» Г. Зутермайстера (1940), «Пенелопа» Р. Либермана (Зальцбургский фестиваль, 1954), «Ирландская легенда» В. Эгка (Зальцбургский фестиваль, 1955).

### Оперные партии
В репертуаре К. Бёме около 120 оперных ролей, из которых чаще всего он пел барона Окса (более 500 раз), Каспара (около 350 раз).
- Каспар — «Вольный стрелок» К. М. Вебера
- Командор — «Дон Жуан» В. А. Моцарта
- Погнер — «Нюрнбергские мейстерзингеры» Р. Вагнера
- Клингзор — «Парсифаль» Р. Вагнера
- Барон Окс — «Кавалер розы» Р. Штрауса

### Дискография
С 1956 года на Decca Records, Deutsche Grammophon и др. выпускались записи опер («Кольцо нибелунга», «Волшебная флейта», «Кавалер розы», «Вольный стрелок» и др.) и концертов с участием К. Бёме.
Список записей с участием К. Бёме — Курт Бёме на сайте Discogs

### Фильмография
| Год  |   | Русское название | Оригинальное название | Роль                            |
| ---- | - | ---------------- | --------------------- | ------------------------------- |
| 1981 | ф | Электра          | Elektra               | старый слуга / Ein alter Diener |